# Rue Thomas-Blanchet
La rue Thomas-Blanchet est une voie du 8er arrondissement dans le quartier Laënnec de Lyon, en France.

## Situation
De la rue Bataille à la rue Laënnec. 

## Odonymie
Cette rue est un hommage à Thomas Blanchet (né en 1614 à Paris et mort en 1689 à Lyon), peintre officiel de la ville de Lyon, architecte, décorateur responsable de grands chantiers comme celui de l’Hôtel de ville de Lyon.

## Histoire
La voie antérieurement dénommée Passage Guérin est attestée en 1903.  
Cette rue est attribuée à Thomas Blanchet, par décision du conseil municipal le 18 juillet 1827.